# Ostravice (rivier)
De Ostravice is een rivier in Tsjechië. Het is een zijrivier van de Oder met een lengte van 64 kilometer. De rivier ontstaat op het punt van samenvloeien van de:
- Bílá Ostravice (Witte Ostravice) - bron: Vysoká
- Černá Ostravice (Zwarte Ostravice) - bron: Bílý Kříž

De Ostravice vormt de grens tussen Moravië aan de linker oever en Silezië aan de rechteroever. De rivier heeft ook zijn naam aan de steden Ostrava en Ostravice gegeven.
Bij Ostravice mondt de rivier uit in de Oder.
- Gemeinsame Normdatei: 7704855-6
- Nationale Bibliotheek van Tsjechië: ge137828
- Virtual International Authority File: 703166172261690800003